# Татранская электрифицированная железная дорога
Татранская электрифицированная железная дорога (словац. Tatranská elektrická železnica) — электрифицированная узкоколейная (1000 мм) железная дорога в Татрах, состоящая из двух частей:
- Попрад — Стары Смоковец — Штрбске-Плесо (29,1 км)
- Стары Смоковец — Татранска Ломница (5,9 км)

## История
После завершения железной дороги Кошице — Богумин в 1872 году, Попрад — Кежмарок в 1892 году, и Штрбске-Плесо — Штрба в 1896 году, было решено построить электрифицированную узкоколейную железную дорогу от города Попрад до Старого Смоковца. Строительство началось в 1906 году и было завершено в 1908 году. Также была построена линия от Старого Смоковца до Штрбске-Плесо в 1912 году.
В 1948 году была проведена национализация железных дорог, с 1950 по 1992 год дорога находится под управлением компании Чехословацкие государственные железные дороги, а 1993 года под управлением Словацких железных дорог.
Во второй половине 1960-х годов, железная дорога прошла капитальную реконструкцию и с 1970 года занимается только пассажирскими перевозками.